# Raad van Vier

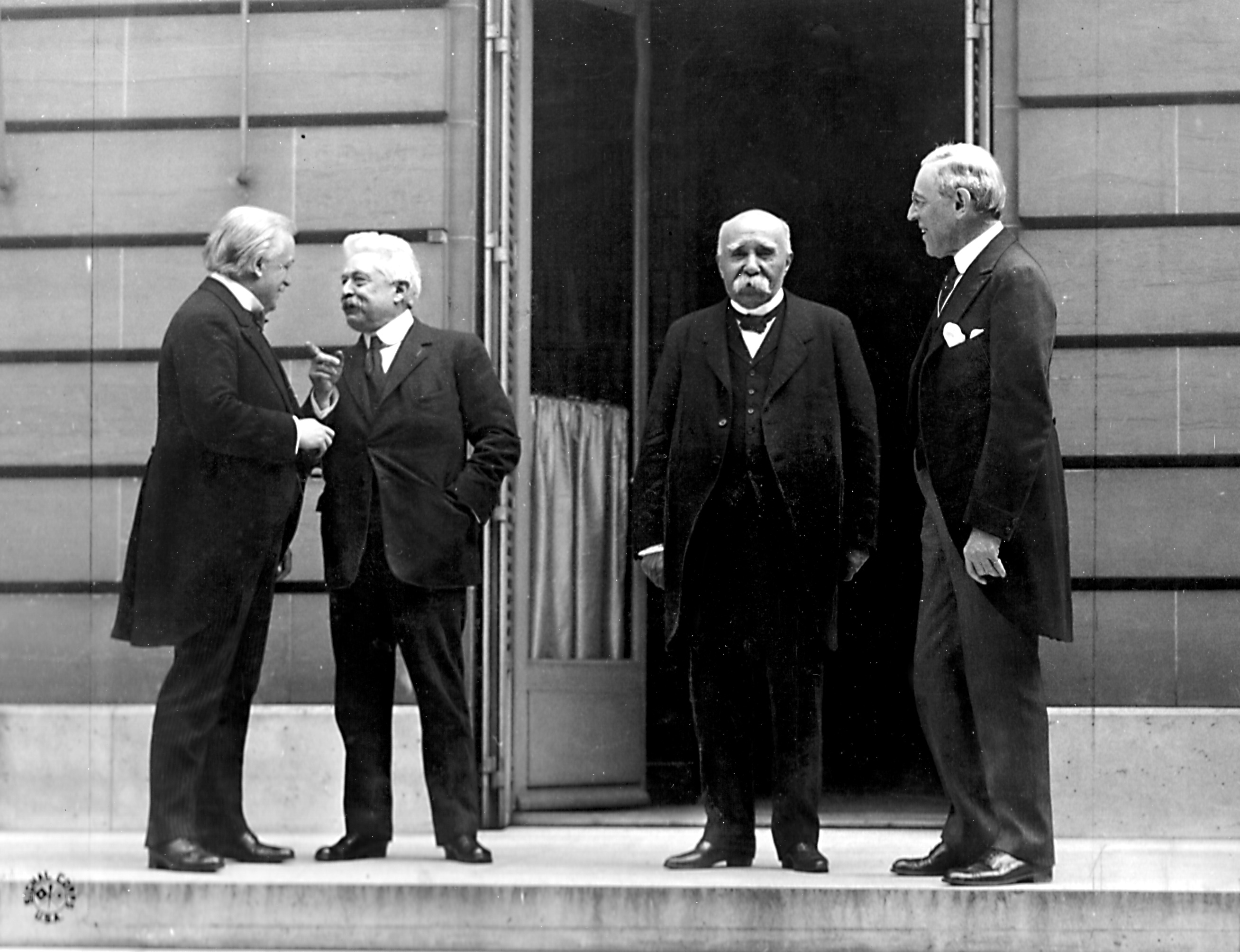
De Raad van Vier: v.l.n.r. David Lloyd George, Vittorio Emanuele Orlando, Georges Clemenceau en Woodrow Wilson

De Raad van Vier of Grote Vier (Engels: Big Four) verwijst naar de leiders van de geallieerde grootmachten tijdens de nasleep van de Eerste Wereldoorlog. Alhoewel de geallieerden uit meer dan 20 landen bestonden, werd het beleid gevoerd door vier leidinggevende landen: de Verenigde Staten, Frankrijk, Italië en Groot-Brittannië.
De Raad van Vier werd in 1919 gevormd door Woodrow Wilson (VS), Georges Clemenceau (Frankrijk), Vittorio Emanuele Orlando (Italië) en David Lloyd George (Groot-Brittannië). Deze vier leiders en hun respectieve landen worden als de architecten van verschillende verdragen beschouwd.
- Het Verdrag van Versailles met Duitsland
- Het Verdrag van Saint-Germain met Oostenrijk
- Het Verdrag van Neuilly, met Bulgarije
- Het Verdrag van Trianon met Hongarije
- De Vrede van Sèvres met het Ottomaanse Rijk

De uitvoering van deze verdragen betekende dat de kaart van Europa grondig werd hertekend.